# Ahmad Sirhindi
Ahmad al-Faruqi as-Sirhindi (in arabo احمد سرهندی‎?; Distretto di Fatehgarh Sahib, 26 giugno 1564 – 10 dicembre 1624) è stato un teologo indiano, fondatore del ramo mujaddid dell'ordine sufi Naqshbandiyya, motivo per cui fu definito postumo Mujaddid-i alf thani ("l'innovatore religioso del secondo millennio").

## Biografia

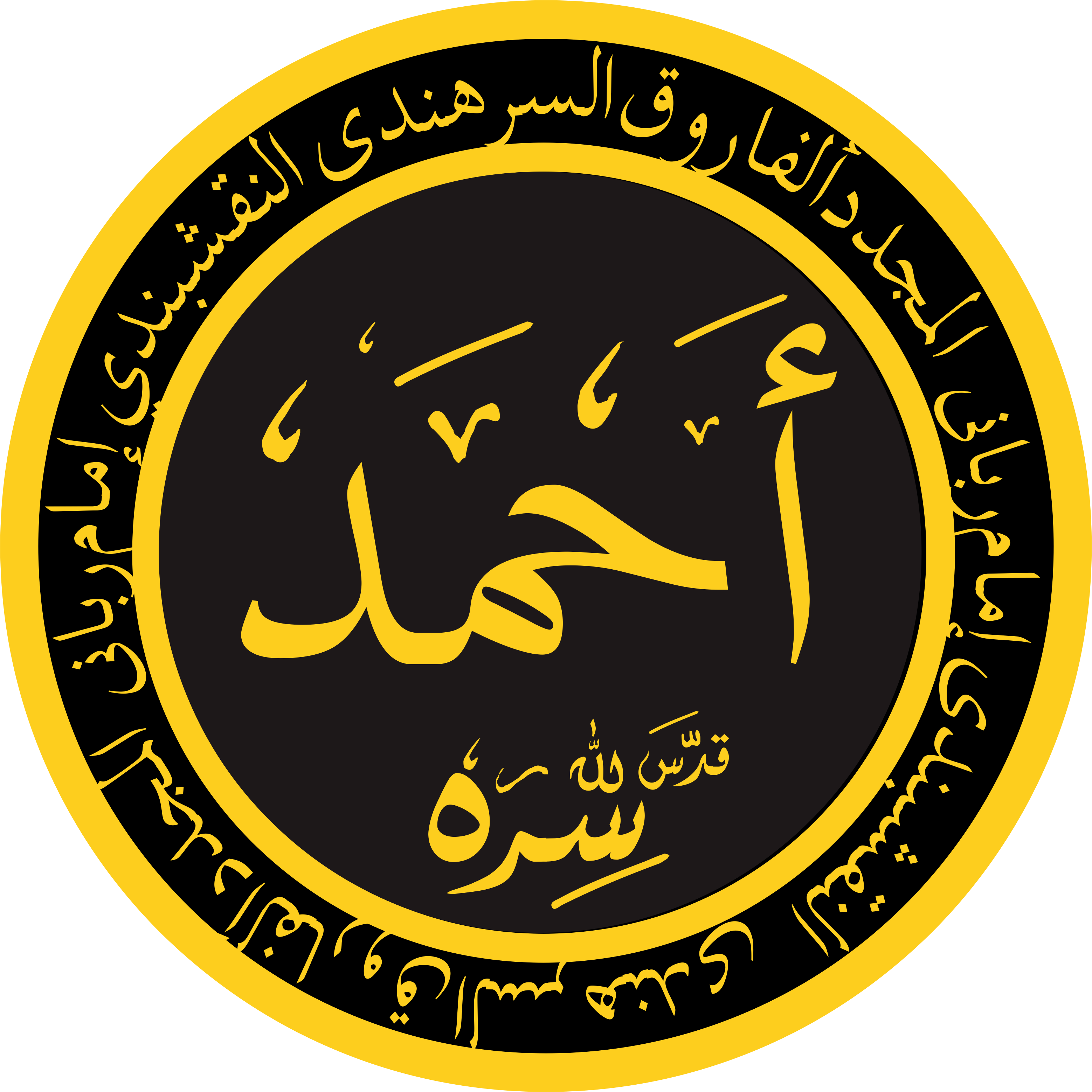
Il nome di Ahmad Sirhindi

Sirhindi nacque nel Punjab in una famiglia ashraf che dichiarava di discendere dal secondo califfo ʿOmar ibn al-Khaṭṭāb. Studiò la letteratura e la religione a Sialkot e ad Agra, dove a corte si confrontò con Abu l-Fadl 'Allami e con il letterato Faizi.
Nel 1600 incontrò Khwaja Baqi Billah e si unì alla scuola Naqshbandiyya, alla quale quest'ultimo apparteneva. Sirhindi divenne una figura influente all'interno dell'ordine, tanto da definirne un nuovo ramo decisamente critico nei confronti dei moghul, dei musulmani eterodossi come gli sciiiti e degli indiani non musulmani. Per quanto il sovrano Jahangir fosse più conservatore rispetto al suo predecessore Akbar, non sarebbe stato sufficientemente gradito da Sirhindi, ragion per cui, a seguito di alcune cospirazioni a corte, il sovrano fece arrestare Sirhindi nel 1619. Gli agiografi Naqshbandi accusarono l'aristocrazia sciita di essere stata il mandante principale di questo arresto.
Sirhindi venne rilasciato dopo un anno e continuò a predicare sino alla morte avvenuta nel 1624. Le redini dell'ordine furono ereditare dal figlio Muhammad Ma'shum.

## Il pensiero
Sebbene la storiografia definisca Sirhindi il principale antagonista del più pacifico ordine Cishtiyya all'interno della scuola sufi in India, egli non si allontana così drasticamente dal monismo della waḥdat al-wujūd ("unicità dell'essere") di Ibn Arabi. Al contrario, la sua waḥdat al-shuhūd ("unicità di percezione") ne è un concetto piuttosto simile. Tra l'altro, come gli sciiti, egli crede nell'importanza del ruolo degli eredi del Profeta.
Sirhindi ritiene che ogni problema o testo vada letto a due distinti livelli ermeneutici: secondo una visione esoterica sarebbe impossibile non biasimare i non musulmani o le correnti sufi eterodosse, ma secondo una visione mistica le due correnti potrebbero essere intese come due cammini paralleli verso Allah. Tale concetto mise queste due visioni in perenne contrapposizione negli anni a lui seguenti.

## Opere
Segue un elenco di edizioni dell'opera magna di Ahmad Sirhindi:
- İs̱bâtü'n-nübüvve, scritto in arabo e pubblicato con traduzione in urdu da Gulam Mustafa Khan (Karachi, 1963).
- Teʾyîd-i Ehli's-sunne, pubblicato da Gulam Mustafa Khan con il testo originale in persiano e la traduzione in urdu (Karachi, 1964)
- Maktubat, raccolta di lettere scritte in persiano (vi sono diverse traduzioni in turco, arabo e urdu)
- Mükâşefât-ı Ġaybiyye (Karachi, 1965)
- Ḥavâşî ve Taʿlîḳāt ber Şerḥ-i Rubâʿiyyât-ı Ḫâce Bâḳī-Billâh (Karachi, 1966)
- Maʿârif-i Ledünniyye (Karachi, 1968)
- Mebdeʾü Meʿâd (Karachi, 1983)
- Risâle-i Tehlîliyye (Karachi, 1983)

### Edizioni italiane
- L'inizio e il ritorno, a cura di Demetrio Giordani, Milano, Mimesis, 2003